# Warungjeruk
Warungjeruk is een bestuurslaag in het regentschap Purwakarta van de provincie West-Java, Indonesië. Warungjeruk telt 4220 inwoners (volkstelling 2010).